# Naouara
Naouara és un lloc arqueològic de Tunísia a la zona del Ras Lemsa, a la governació de Médenine, on hi ha un henchir o fortí amazic. Es troba entre la costa i la Sabkhat El Melah, a uns 14 km al sud de Zarzis, a la delegació de Zarzis.